# Selected Ambient Works Volume II
Selected Ambient Works Volume II — студійний альбом британського виконавця електронної музики та продюсера Aphex Twin, випущений 7 березня 1994 року на лейблі Warp Records. Заявлений як продовження дебютного альбому Джеймса Selected Ambient Works 85-92, альбом відрізняється за звучанням, будучи здебільшого ембієнтною музикою без бітів. Джеймс сказав, що він був натхненний свідомими сновидіннями, і порівняв музику з «перебуванням на електростанції під кислотою».
Платівка увійшла до Dance Albums Chart на 1 місці та до UK Albums Chart на 11 місці. Більшість критиків позитивно відгукнулися про неї одразу після релізу, а згодом вона потрапила до різних списків найкращих альбомів десятиліття за версією таких видань, як Rolling Stone, Spin та Pitchfork. 2016 року Pitchfork визнав Selected Ambient Works Volume II другим найкращим альбомом в стилі ембієнт усіх часів, після альбому Браяна Іно Ambient 1: Music for Airports. У червні 2024 року Джеймс оголосив про майбутнє розширене перевидання альбому, яке вийшло у жовтні.

## Передісторія

### Композиції
Джеймс стверджував, що звуки на Selected Ambient Works Volume II були натхненні свідомими сновидіннями. Він сказав, що засинав у своїй студії, а коли прокидався, намагався відтворити ці звуки і записати їх. Він стверджував, що має природну синестезію, яка сприяла створенню цього альбому. Джеймс описував альбом як «ніби передування на електростанції під кислотою»; він продовжував, що «якщо ви просто стоїте посеред дуже потужної електростанції, ви відчуваєте дійсно дивну присутність, і у вас є цей гул. Ти просто відчуваєш електрику навколо себе. Для мене це абсолютно казково. Це просто як дивний вимір».
Volume II значно відрізняється від Selected Ambient Works 85-92 тим, що складається з довгих, текстурованих ембієнтних композицій зі скупим використанням перкусії та рідкісних вокальних семплів, у дусі з ранніх ембієнтних робіт Браяна Іно та мінімалізму Джона Кейджа. В самому альбомі широко використовуються мікротональні музичні налаштування, якими Джеймс в той час надихався. 22-й трек містить семпл, взятий з інтерв'ю з жінкою, яка вбила свого чоловіка; касету з інтерв'ю було викрадено з поліцейської дільниці другом Джеймса, який працював там прибиральником.
Саймон Рейнольдс прокоментував, що на Volume II Джеймс змінив стиль «від ідилічної наївності в стилі Саті ранніх треків, таких як „Analogue Bubblebath“, до липких, зловісних звукових картин». Рейнольдс заявив, що разом з іншими артистами, такими як Seefeel, Девід Туп і Макс Істлі, Джеймс перейшов від «рейву до 'ізоляціонізму'» — терміну, вигаданого Кевіном Мартіном, щоб позначити музику, яка «розриває всі передумови приємних відчуттів у ембієнті. Ізоляціонізм є крижаним, пропонуючи холодний комфорт. Замість псевдопасторального спокою, він викликає тривожну тишу: надприродний спокій перед катастрофою, смертельну тишу після неї.» Інші критики називають цей запис дарк-ембієнтом, а також дроном.

### Художнє оформлення
Обкладинку для альбому створив Пол Ніколсон, який в анотації вказаний як Прототип 21. В інтерв'ю виданню Resident Advisor він заявив, що зображення були зроблені «тодішньою дівчиною Річарда, Сем», і що більшість фотографій були зроблені в квартирі, в якій вони жили всі втрьох разом.
Обкладинка є результатом того, що Джеймс видряпав логотип Aphex Twin на зворотній стороні шкіряної дорожньої сумки, яку сфотографувала Сем. Про кругові діаграми та розмір фотографій на обкладинці Ніколсон сказав, що вони «пов'язані з підписами треків, з їхньою довжиною». Таймкод треку перетворювався у десятковий дріб, потім у відсоток від загальної довжини сторони платівки, на якій знаходиться трек, а потім у градус для використання на круговій діаграмі. Усі шість круглих діаграм мали кольорове кодування, і ці кольори використовуються у всьому оформленні, включаючи безтекстові етикетки для CD та вінілу.

## Реліз
Selected Ambient Works Volume II був випущений лейблом Warp 7 березня 1994 року на подвійному CD, подвійній касеті та потрійному LP. Він увійшов до UK Dance Albums Charts на 1 місце і залишався у першій п'ятірці протягом шести тижнів, і увійшов до UK Albums Chart на 11 місце. На компакт-дисках відсутній 19-й трек з міркувань економії місця. В Австралії, Японії та США альбом був випущений лейблом Sire Records на компакт-диску лише 12 квітня 1994 року. В американському виданні відсутні 4-й та 19-й треки. Альбом був перевиданий на вінілі лейблом 1972 Records 6 березня 2012 року, хоча майстер був зроблений з американської CD-копії. У 2017 році Джеймс додав альбом у власний вебмагазин, включивши до нього не лише 26-й трек, але й 19-й трек, який був доступний у цифровому форматі, вперше з моменту включення його до музичної CD-компіляції під назвою Excursions in Ambience: The Third Dimension, також випущеної у 1994 році.
До липня 1994 року було продано понад 60 000 примірників за межами США.

### Розширене видання
18 червня 2024 року Джеймс оголосив, що Selected Ambient Works Volume II буде перевидано як Selected Ambient Works Volume II (Expanded Edition) на цифрових платформах, 3xCD, делюксових і стандартних 4xLP та подвійних касетах. Спочатку касети були випущені як хромовані касети типу II і були обмежені загальним тиражем у 250 примірників. Ці касети швидко розійшлися, і замість них випустли варіант касети із ферумною плівкою. Делюксовий вініловий бокс-сет поставляється у футлярі з дуба на шарнірах і з витравленою мідною пластинкою. Перевидання альбому вийшло 4 жовтня 2024 року і включає два додаткових бонус-треки, яких не було на інших версіях альбому. 19-й трек, раніше виключений з CD-версій, вперше випущений на стрімінгах в день анонсу перевидання.
4 вересня 2024 року Джеймс випустив трек «th1 [evnslower]» на стрімінгових платформах. Раніше цей трек був випущений 2 листопада 2015 року в архіві Джеймса на SoundCloud. У той же день релізу Warp Records і Джеймс оголосили, що вечірки прослуховування Selected Ambient Works Volume II (Expanded Edition) відбудуться в магазинах звукозапису по всій території США, Канади і Великої Британії.

## Відгуки критиків
Журнал Spin дав альбому позитивну рецензію, а критик Саймон Рейнольдс заявив, що в альбомі «багато мерехтливих ейфорійних і велично-меланхолійних мелодій, які принесли Джеймсу стільки відданих шанувальників», але що він «залишить вас не стільки блаженними, скільки наляканими» Джон Відерхорн з Rolling Stone стверджував, що «в той час як багато його учнів зробили трохи більше, ніж перенесли атмосферу нью-ейдж в комп'ютерну епоху, створюючи заспокійливу, але часто беземоційну ліфтову музику, Джеймс використовував медіум, щоб протистояти своїм тіньовим демонам, досліджуючи сфери моторошного, текстурованого звуку». "Він зробив висновок, що альбом «надає далекоглядний погляд на ембієнтну електронну музику». Кларк Колліс з Select заявив, що «будь-хто, хто думає, що знає, чого очікувати на основі Volume I, може захотіти сісти, випити чашку чаю і підготуватися до шоку». Колліс зазначив, що альбом не був успішним «як звичайний танцювальний запис», але «як альбом, в який можна зануритися о 5 ранку, спостерігаючи, як шпалери ведуть гарячу суперечку з абажуром, це справді коліна бджоли».
Інші рецензії були менш прихильними. Роберт Крістгау, пишучи в The Village Voice, піддав критиці позитивні рецензії на альбом своїх колег-критиків Френка Оуена, Саймона Рейнольдса та Дж. Д. Консідіна, стверджуючи, що «Джеймс рідко буває таким же багатим, як хороший [Браян] Іно, не кажучи вже про хорошого Іно-Гассела чи Іно-Бадда», і що «ці експерименти значно тонші ('чистіші', за бажанням Оуена) та статичніші ('мрійливо пульсують', мріє Консідін), ніж дороговартісна підліткова музика, що міститься в імпортному виданні Vol. 1». Критик Entertainment Weekly Чарльз Аарон писав: «У кращому випадку [альбом] — це авангардна партитура в пошуках постапокаліптичної театральної п'єси, а-ля Філіп Ґласс. Частіше це камерна музика для безглуздих кібер-ботаніків».

### Ретроспективні огляди
Наприкінці десятиліття Selected Ambient Works Volume II увійшов до списків найкращих альбомів 1990-х кількох видань, зокрема Rolling Stone і Spin. Опитування, проведені у 1996 і 2001 роках сайтом Hyperreal.org, поставили платівку на перше і друге місця відповідно серед усіх ембієнт-записів усіх часів. Коментуючи реакцію аудиторії на альбом у 1999 році, Саймон Рейнольдс заявив, що «багато хто з прихильників Aphex був збитий з пантелику» і що «шанувальники Aphex залишаються розділеними» щодо альбому. Девід Фріке, Роб Шеффілд та Енн Паверс з Rolling Stone заявили, що на альбомі Джеймс створив «збагачений, обволікаючий стиль відрижки та свисту, ідеальний саундтрек для того, щоб зібрати шматочки мозку докупи, які розлетілися на клубному майданчику. Перший танцювальний альбом, що оспівує ритми у вашій голові.» Spin розмістив Selected Ambient Works 85-92 та Selected Ambient Works Volume II під номером 56 у своєму списку найкращих альбомів 1990-х, назвавши їх «надихаючим подвигом авант-техно текстурології». Алекс Лінхардт з музичного онлайн-журналу Pitchfork помістив альбом на 62 місце у своєму списку найкращих альбомів 1990-х, заявивши, що він «дав поштовх одній з найбільших траєкторій розвитку попмузики 1990-х, вплинувши на всіх — від Radiohead до Timbaland». Пізніше альбом посів друге місце у списку найкращих ембієнт-альбомів усіх часів, складеному сайтом 2016 року, після альбому Ambient 1: Music for Airports Браяна Іно. Враховуючи історичний контекст Volume II, який спочатку збивав з пантелику деяких слухачів, що очікували техно, виходячи з його назви, Карлос Глод з Resident Advisor дав альбому 5/5 до його 25-річчя, заявивши, що він приніс «атмосферу до життя з інтенсивно яскравими звуковими текстурами» і «[як] артисти і фанати, ми всі чимось зобов'язані цьому дивному шедевру».

### Спадщина і вплив
Марк Річардсон з Pitchfork зазначив, що Selected Ambient Works Volume II був «дуже раннім прикладом того, як запис очікувався, переживався і, зрештою, аналізувався в найдрібніших деталях за допомогою онлайн-комунікацій». Pitchfork зазначив, що електронний список розсилки під назвою IDM мав великий вплив на те, як альбом буде сприйматися в майбутньому, зазначивши, що вплив спільноти пов'язаний із загадковими не-назвами. Член списку Грег Іден, який вів детальну дискографію, давав трекам назви на основі одного-двох слів, що стосувалися відповідних зображень. Пізніше Іден працював на лейблі Warp, який випустив Selected Ambient Works Volume II.
Саймон Рейнольдс зазначив, що альбом сигналізував про зсув в техно та ембієнт-музиці в бік більш темного звучання, що нагадує поняття «екологічної музики» Браяна Іно.
Книга, написана музичним журналістом Марком Вайденбаумом про альбом, вийшла в серії 33⅓ 13 лютого 2013 року. Серія — це короткі книги, натхненні альбомами або зосереджені на них, і, як правило, написані у вигляді розлогих есе.

## Трек-лист
Жодна з пісень не має назви в оригінальному виданні альбому, натомість кожна пісня представлена фотографією на обкладинці альбому. На цифровому виданні альбому пісні просто пронумеровані від 1 до 24 (трек, неофіційно відомий як «stone in focus», спочатку не увійшов до цифрового видання, оскільки не був доступний на CD). Трек «Blue Calx» був випущений до виходу альбому на збірці The Philosophy of Sound and Machine, звідки і походить його назва. Неофіційні назви, засновані на фотографіях, були популяризовані фанатом і вказані нижче.
Бонус-трек 2017 року «th1 [evnslower]» відомий як з цифрового релізу, так і з виходу на розширеному виданні альбому. «Rhubarb Orc. 19.53 Rev» також був названий безпосередньо з трек-листа. «Radiator» був офіційно названий так на релізі Peel Session 2.
Оригінальний реліз на вінілі та касеті
Сторони вказані для вінілового видання.
Автор музики Річард Д. Джеймс.. 
| Сторона 1 | Сторона 1 | Сторона 1        | Сторона 1  |
| #         | Назва     | Неофіційна назва | Тривалість |
| --------- | --------- | ---------------- | ---------- |
| 1.        | Untitled  | cliffs           | 7:27       |
| 2.        | Untitled  | radiator         | 6:34       |
| 3.        | Untitled  | rhubarb          | 7:44       |
| 4.        | Untitled  | hankie           | 4:39       |
| 26:24     |           |                  |            |

| Сторона 2 | Сторона 2 | Сторона 2        | Сторона 2  |
| #         | Назва     | Неофіційна назва | Тривалість |
| --------- | --------- | ---------------- | ---------- |
| 1.        | Untitled  | grass            | 8:55       |
| 2.        | Untitled  | mould            | 3:31       |
| 3.        | Untitled  | curtains         | 8:51       |
| 4.        | Untitled  | blur             | 5:08       |
| 26:25     |           |                  |            |

| Сторона 3 | Сторона 3 | Сторона 3        | Сторона 3  |
| #         | Назва     | Неофіційна назва | Тривалість |
| --------- | --------- | ---------------- | ---------- |
| 1.        | Untitled  | weathered stone  | 6:54       |
| 2.        | Untitled  | tree             | 9:58       |
| 3.        | Untitled  | domino           | 7:18       |
| 4.        | Untitled  | white blur 1     | 2:43       |
| 26:53     |           |                  |            |

| Сторона 4 | Сторона 4   | Сторона 4        | Сторона 4  |
| #         | Назва       | Неофіційна назва | Тривалість |
| --------- | ----------- | ---------------- | ---------- |
| 1.        | «Blue Calx» |                  | 7:20       |
| 2.        | Untitled    | parallel stripes | 8:00       |
| 3.        | Untitled    | shiny metal rods | 5:33       |
| 4.        | Untitled    | grey stripe      | 4:45       |
| 5.        | Untitled    | z twig           | 2:05       |
| 27:43     |             |                  |            |

| Сторона 5 | Сторона 5 | Сторона 5        | Сторона 5  |
| #         | Назва     | Неофіційна назва | Тривалість |
| --------- | --------- | ---------------- | ---------- |
| 1.        | Untitled  | windowsill       | 7:16       |
| 2.        | Untitled  | stone in focus   | 10:11      |
| 3.        | Untitled  | hexagon          | 5:58       |
| 4.        | Untitled  | lichen           | 4:15       |
| 27:40     |           |                  |            |

| Сторона 6 | Сторона 6 | Сторона 6        | Сторона 6  |
| #         | Назва     | Неофіційна назва | Тривалість |
| --------- | --------- | ---------------- | ---------- |
| 1.        | Untitled  | spots            | 7:09       |
| 2.        | Untitled  | tassels          | 7:30       |
| 3.        | Untitled  | white blur 2     | 11:27      |
| 4.        | Untitled  | matchsticks      | 5:41       |
| 31:47     |           |                  |            |

CD-реліз
Автор музики Річард Д. Джеймс.. 
| Диск 1 | Диск 1   | Диск 1           | Диск 1     |
| #      | Назва    | Неофіційна назва | Тривалість |
| ------ | -------- | ---------------- | ---------- |
| 1.     | Untitled | cliffs           | 7:27       |
| 2.     | Untitled | radiator         | 6:34       |
| 3.     | Untitled | rhubarb          | 7:44       |
| 4.     | Untitled | hankie           | 4:39       |
| 5.     | Untitled | grass            | 8:55       |
| 6.     | Untitled | mould            | 3:31       |
| 7.     | Untitled | curtains         | 8:51       |
| 8.     | Untitled | blur             | 5:08       |
| 9.     | Untitled | weathered stone  | 6:54       |
| 10.    | Untitled | tree             | 9:58       |
| 11.    | Untitled | domino           | 7:18       |
| 12.    | Untitled | white blur 1     | 2:43       |
| 79:42  |          |                  |            |

| Диск 2 | Диск 2      | Диск 2           | Диск 2     |
| #      | Назва       | Неофіційна назва | Тривалість |
| ------ | ----------- | ---------------- | ---------- |
| 1.     | «Blue Calx» |                  | 7:20       |
| 2.     | Untitled    | parallel stripes | 8:00       |
| 3.     | Untitled    | shiny metal rods | 5:33       |
| 4.     | Untitled    | grey stripe      | 4:45       |
| 5.     | Untitled    | z twig           | 2:05       |
| 6.     | Untitled    | windowsill       | 7:16       |
| 7.     | Untitled    | hexagon          | 5:58       |
| 8.     | Untitled    | lichen           | 4:15       |
| 9.     | Untitled    | spots            | 7:10       |
| 10.    | Untitled    | tassels          | 7:30       |
| 11.    | Untitled    | white blur 2     | 11:27      |
| 12.    | Untitled    | matchsticks      | 5:41       |
| 77:00  |             |                  |            |

| Бонус-треки розширеного видання | Бонус-треки розширеного видання | Бонус-треки розширеного видання |
| #                               | Назва                           | Тривалість                      |
| ------------------------------- | ------------------------------- | ------------------------------- |
| 26.                             | «th1 [evnslower]»               | 11:07                           |
| 27.                             | «Rhubarb Orc. 19.53 Rev»        | 6:41                            |

## Персоналії
- Річард Д. Джеймс — автор, продюсер, нотатки, фотографії
- Prototype 21 — дизайн
- «Сем» — фотографії

## Чарти
| Чарт (1994)                     | Пікова позиція |
| ------------------------------- | -------------- |
| Велика Британія UK Albums (OCC) | 11             |
| UK Dance Albums Chart (CIN)     | 1              |

## Сертифікації
| Регіон                                                      | Сертифікація | Продажі |
| ----------------------------------------------------------- | ------------ | ------- |
| Велика Британія (BPI)                                       | Срібний      | 60 000  |
| продажі+прослуховування, що базуються лише на сертифікаціях |              |         |